# Barracas (Buenos Aires)

Lage von Barracas in Buenos Aires

Barracas ist ein Stadtteil im Südosten von Buenos Aires. Er ist 7,6 km² groß und hat 77.000 Einwohner (Stand von 2001). Er wird begrenzt durch die Straßen Regimiento de Patricios, Defensa, Caseros, Vélez Sársfield, Amancio Alcorta, Lafayette und Lavardén. Der Name des Stadtteils ist abgeleitet von barraca, zu Deutsch Baracke, wegen der Bauweise der Häuser in der Gegend.

## Geschichte

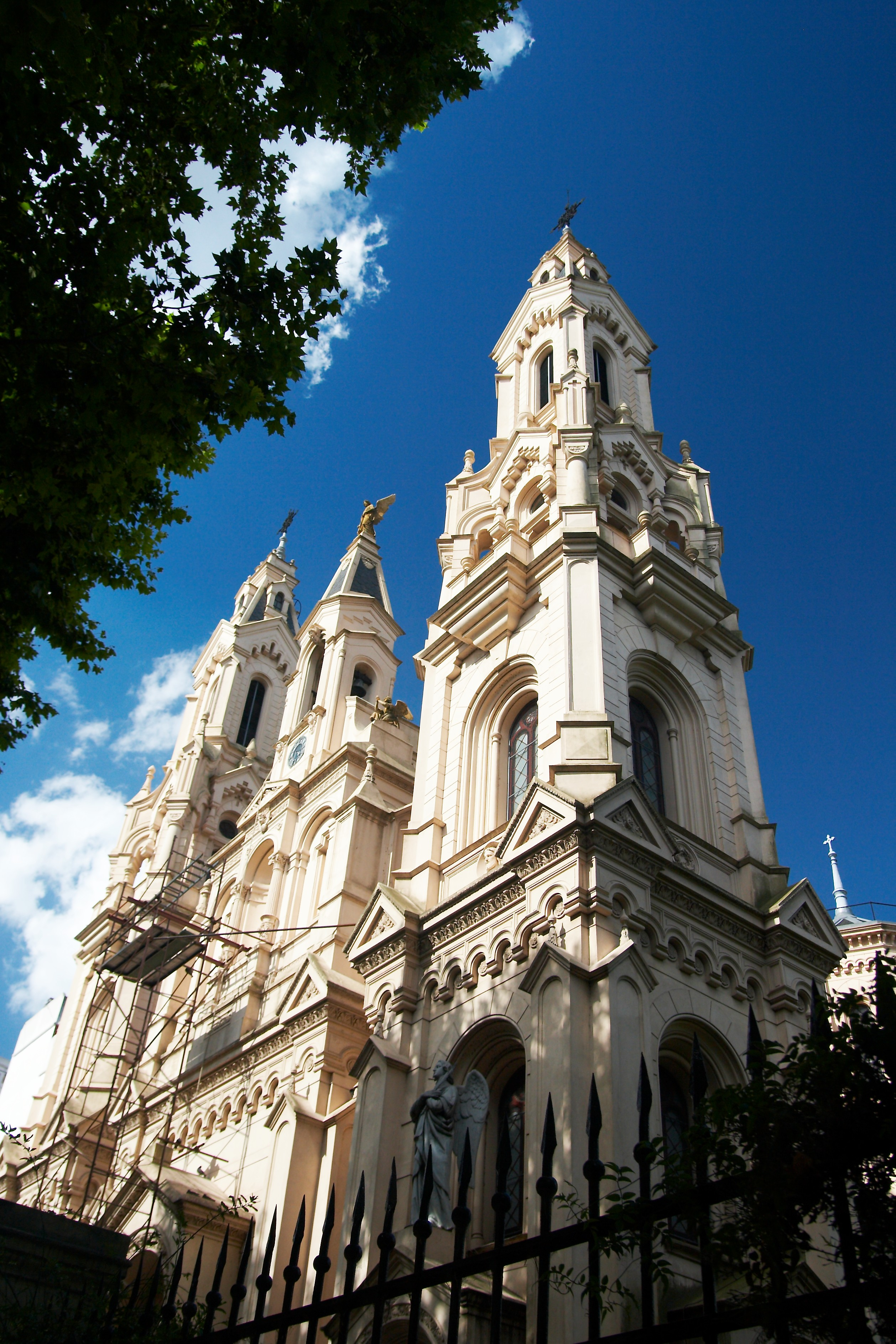
Kirche Santa Felicitas in Barracas

Im 18. Jahrhundert wurden Baracken am Ufer des Riachuelo errichtet, um Leder und Fleisch zu lagern und Sklaven unterzubringen. Am 24. März 1791 wurde eine Brücke eingeweiht, die eine strategische Bedeutung während der britischen Invasion am Río de la Plata hatte. 1858 wurde diese Brücke während eines Hochwassers teilweise zerstört und 1871 durch eine Eisenbrücke ersetzt. Auch diese Brücke wich schließlich 1931 einem Neubau, der heute noch steht.
Im 19. Jahrhundert wurde der Stadtteil Wohnort für einige der reichsten Familien der Stadt. Die Avenida Santa Lucía war das Zentrum der wirtschaftlichen Aktivitäten und Standort vieler berühmter Geschäfte.
Als jedoch eine Gelbfieber-Epidemie im Süden von Buenos Aires ausbrach, flohen die Wohlhabenden in die nördlichen Stadtteile. Heute ist Barracas ein Arbeiterviertel. Bis 1946 war der Stadtteil Standort zahlreicher Fabriken und viele italienische Einwanderer starteten hier ihr neues Leben. Seit Ende des Zweiten Weltkriegs jedoch wurden die Fabriken allmählich geschlossen und für den Bau von Autobahnen mussten Wohnhäuser und Parks weichen.
Sportlich war der Verein Sportivo Barracas von 1917 bis Mitte der 1930er-Jahre von Bedeutung. Barracas war 1987 Drehort für den Film Sur von Pino Solanas.
In Barracas liegt Villa 21-24, eine der größten Elendssiedlungen in Buenos Aires.